# Caproni Ca.316
Il Caproni Ca.316 era un idroricognitore bimotore prodotto dall'azienda italiana Cantieri Aeronautici Bergamaschi (CAB) (Gruppo Aeronautica Caproni) negli anni quaranta.

## Utilizzatori
Italia
- Regia Aeronautica